# 埼玉県道310号笠原菖蒲線

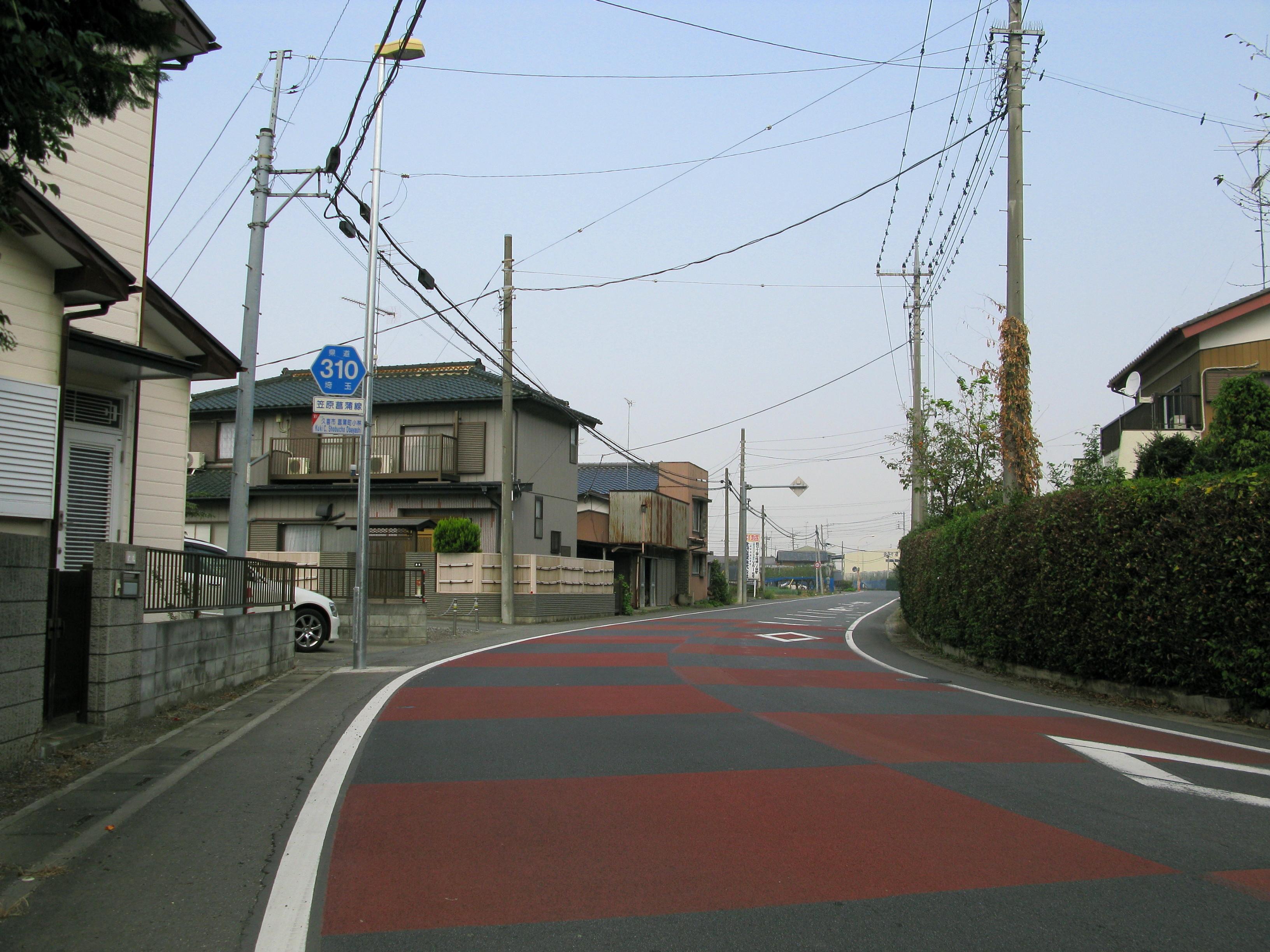
久喜市菖蒲町小林地区

埼玉県道310号笠原菖蒲線（さいたまけんどう310ごう かさはらしょうぶせん）は、埼玉県鴻巣市笠原から、久喜市菖蒲町小林を結ぶ一般県道。

## 概要
埼玉県久喜市菖蒲町上栢間（かみかやま）の埼玉県道77号行田蓮田線より分岐し、鴻巣市笠原を通過して久喜市菖蒲町小林の埼玉県道12号川越栗橋線交点（小林交差点）まで東西を結ぶ延長約3.4kmの路線。路線名の起点を示す「笠原」とは鴻巣市笠原を指すが、線形改良により現在は久喜市菖蒲町上栢間地内（久喜市と鴻巣市の境界付近）に起点がある。

### 路線データ
- 起点：久喜市菖蒲町上栢間（埼玉県道77号行田蓮田線交点）
- 終点：久喜市菖蒲町小林（埼玉県道12号川越栗橋線交点＝小林交差点）
- 延長：約3.4km

## 地理

### 通過する自治体
- 鴻巣市（旧・北埼玉郡川里町）
- 久喜市（旧・南埼玉郡菖蒲町）

### 交差する道路
- 埼玉県道77号行田蓮田線（起点）
- 南北埼広域農道（久喜市）
- 埼玉県道312号下石戸上菖蒲線（久喜市・小林小学校前交差点）
- 埼玉県道12号川越栗橋線（終点・小林交差点）

### 周辺
- 翌檜会啓明学園
- 久喜市立小林小学校